# Something’s Going On (Frida-album)
A Something’s Going On Anni-Frid Lyngstad svéd-norvég énekesnő harmadik stúdióalbuma, egyben az első angol nyelvű albuma. Két korábbi albumát svéd nyelven rögzítették. Az album az ABBA feloszlása előtti utolsó hónapokban készült, és 1982 szeptemberében jelent meg.
Az album produceri munkáit a Genesis együttes frontembere, Phil Collins és Hugh Padgham végezték. Így a korábbi lemezeknél jóval keményebb, rockosabb vonalat képviselt. A lemezt a kritikusok és a nyilvánosság is kedvező fogadtatásban részesítette, és több mint 1,5 millió példányt értékesítettek belőle. A Something’s Going On ezzel a legsikeresebb lett az ABBA-tagok szólólemezei között. Több újrakiadást ért meg, ideértve a 2005-ös újrakevert változatot, mely több bónusz dalt is tartalmazott. Az albumhoz készült promóciós videók a DVD-n kiadott Frida – The DVD című dokumentumfilmben is láthatóak.

## Története
1982-ben Frida úgy érezte, hogy itt az ideje egy új szólóalbumot kiadni, ezúttal angol nyelven, a nemzetközi piacra. Az ABBA-val egyre kevesebb időt töltött, és a Benny Anderssontól való válása után fedezte fel Phil Collins In the Air Tonight című dalát, valamint nyolc hónapig hallgatta Collins Face Value című albumát. Ahogy Collins nyilatkozta egy televíziós interjúba: "Frida és közöttem volt valami közös, mivel mindketten elváltunk, és ennek károsultjai voltunk". A Polar Music szerződött Collinsszal, és Frida albumán is közreműködött, valamint az első Genesis album a Duke is a Polar Music kiadónál jelent meg még 1980-ban.
A Polar kiadó meghívást küldött a világ minden táján működő kiadóknak, hirdetve Frida terveit, és a projektre alkalmas dalokat. A meghívásnak köszönhetően több mint 500 dal érkezett a Polar Music Stockholmi irodájába. A zeneszerzők között Bryan Ferry, Stephen Bishop, Rod Argent és Russ Ballard nevei szerepeltek. A Girogio Moroder / Pete Bellotte féle "The Turn The Stone" című dalt eredetileg Donna Summer 1981-es I'm a Rainbow című albumára írták. A Geffern Records kettős szettje, mely különböző okokból 1996-ig nem került kiadásra. Frida később Per Gessle-t a Roxette frontemberét is megkérdezte a "Threody" című Dorothy Parker féle költemény felhasználásával kapcsolatosan. A "You Know What I Mean Mean" című dal, zenei és lírai szempontból is egyaránt közelít a "Face Know What I Mean" című zeneszámhoz, és újraértelmezi azt. A "Here We'll Stay" című dalt először Sonia Jones énekesnő adta elő és rögzítette az 1980-as Eurovíziós Dalversenyre. Az album a dal Phil Collinsszal egy duettként szerepelt, azonban 1983-ban a dalt Frida egyénileg is rögzítette.

## Felvételek
Az album felvételei 1982. február 15.-én kezdődtek Stockholmban, a Polar Stúdióban, és március 31-én fejeződtek be. Az Earth, Wind & Fire tagjai (Phenix Horns) szintén fontos részét képezték a Face Value albumnak, kétnapos látogatásra érkeztek Stockholmba. A húros és hárfás részeket a George Martin Air Stúdióban vették fel Londonban, mind Martin és Paul McCartney részvételével. Az album abban az időszakban készült, amikor a legtöbb felvétele csak analóg technikát használt, így az album egyike azon keveseknek, melyeket digitálisan rögzítettek és kevertek.
A felvételek közben Frida mind arra törekedett, hogy az album egyáltalán ne hasonlítson az ABBA stílusához, és abszolút el akart távolodni az együttestől, és az újrakezdésre törekedett mind művészként, és mind egyénileg. Az új dalok, az új zenészek mind új identitást adott Fridának. Collins produkciója, különösen a dalban hallható dobok, a durva és nyers gitárjátékok riffjei abszolút elvonatkoztattak a korábbi ABBA hangzástól. Ez hallatszik is az "I Know There’s Something Going On" című dalban. Az album a  "Here We’ll Stay" című duettel zárul.
Az album felvételeit a svéd televízió (SVT) dokumentálta, és az egész felvétel során jelen volt. Az elkészült felvételek egy órás TV műsorrá váltak, melyekben interjúk is szerepeltek Frida, Phil Collins, valamint az ABBA tagok Björn és Benny-vel is. Ez a dokumentumfilm szintén megtalálható a Frida – The DVD című kiadványon.

## Fogadtatása
1982 őszén Frida promóciós Európai és Egyesült Államok beli turnéra ment, miután megjelent az  I Know There’s Something Going On című kislemez, és a hozzá tartozó videóklip. Az album pozitív kritikákat kapott. A Billboard kritikusa azt írta: „Félelmetes szóló projekteket csinál, lenyűgöző sikerrel”. Mark Coleman a Rolling Stone újságtól „Éles, rock-orientált” albumnak minősítette a lemezt, mely kellemesen eklektikus hangzású.
A rajongók is elfogadták az új rockeres hangzást, és mind az album, mint a kislemez hamarosan slágerlistás helyezést értek el. Franciaországban 1. helyezést ért el az album, ahol öt hetet töltött a listán, majd Belgium, Svájc, és Costa Rica listáira is felkerült. Európa legnagyobb részén Top 10-es helyezést ért el, de sikert aratott Ausztráliában és Dél-Afrikában is, ahol az 5. lett. Az amerikai Billboard Hot 100-as listán a címadó dal a 13. helyezést érte el, míg a Radio & Records listán a 9. helyen végzett. Összességében mintegy 3,5 millió példány talált gazdára.
Az album több országban Top 10-es helyezést ért el, és 1,5 millió példány talált gazdára. AZ Egyesült Királyságban Top 20-as találat volt, és a 18. helyre került. Az „I See Red” című dalt Dél-Afrikában kislemezen is megjelentették, de nem volt túl kedvező a fogadtatása, úgy mint elődjének, és nem került be a legjobb 20 helyezett közé.

## Számlista
| 1. | „Tell Me It’s Over” | Stephen Bishop                 | 2:52 |
| 2. | „I See Red”         | Jim Rafferty                   | 4:33 |
| 3. | „I Got Something”   | Tomas Ledin                    | 4:04 |
| 4. | „Strangers”         | Jayne Bradbury, Dave Morris    | 4:06 |
| 5. | „To Turn the Stone” | Pete Bellotte, Giorgio Moroder | 5:26 |

| 1. | „I Know There’s Something Going On”       | Russ Ballard               | 5:29 |
| 2. | „Threnody”                                | Per Gessle, Dorothy Parker | 4:17 |
| 3. | „Baby Don’t You Cry No More”              | Rod Argent                 | 3:02 |
| 4. | „The Way You Do”                          | Bryan Ferry                | 3:38 |
| 5. | „You Know What I Mean”                    | Phil Collins               | 2:37 |
| 6. | „Here Will Stay” (duett Phil Collinsszal) | Tony Colton, Jean Roussel  | 4:03 |

### 2005 remaster bónusz dalok
- I Know There’s Something Going On (Single Edit) (Ballard) – 4:07
- Here We’ll Stay (Solo Version) (Colton, Roussel) – 4:11

## Slágerlista
| Slágerlista (1982-83)                           | Legjobb helyezés |
| ----------------------------------------------- | ---------------- |
| Ausztrália Australia Albums (Kent Music Report) | 40               |
| Ausztria (Ö3 Austria Top 40)                    | 10               |
| Kanada Canadian Albums (RPM)                    | 64               |
| Hollandia (Dutch Charts Album Top 100)          | 2                |
| Finnország Finnish Albums Chart                 | 3                |
| Franciaország French Albums Chart               | 22               |
| Németország (Media Control Top 100 Album)       | 12               |
| Olaszország Italian Albums Chart                | 18               |
| Norvégia (VG-lista Album Top 40)                | 2                |
| Svédország (Sverigetopplistan Top 60 Albums)    | 1                |
| Egyesült Királyság (UK Albums Chart)            | 18               |
| USA Billboard 200                               | 41               |

### Minősítések
| Ország                         | Minősítés | Eladások |
| ------------------------------ | --------- | -------- |
| Finnország (Musiikkituottajat) | Arany     | 20.000   |
| Egyesült Királyság (BPI)       | Ezüst     | 60.000   |

## Közreműködő előadók
- Anni-Frid Lyngstad – ének, háttérének
- Phil Collins – dobok, ütős hangszerek
- J. Peter Robinson – billentyűs hangszerek
- Daryl Stuermer – gitár
- Mo Foster – basszusgitár
- The Phenix Horns :
  - Don Myrick – szaxofon
  - Michael Harris – trombita
  - Rahmlee Michael Davis – trombita
  - Louis Satterfield – harsona
- Skaila Kanga – hárfa
- The Martyn Ford Orchestra – húros hangszerek
- Martyn Ford – karmester
- Gavyn Wright – koncertmester

## A lemez elkészítésében közreműködtek
- Phil Collins – felvételvezető
- Hugh Padgham – hangmérnök, producer
- Hans Gunnar "Paris" Edvinsson – hangmérnök asszisztens
- Digitális felvétel, és keverés Polar Music Stúdió (Stockholm, Svédország).
- Hárfa és húros hangszerek felvétele AIR Studió (London)
- Henrik Jonsson – master (2005-ös keverés)
- Leif Mases – master (1982-es eredeti kiadás)
- Yves Poyet – borító illusztráció
- Anders Hanser – fotó
- Dick Nilson – album dizájn
- Thomas Johansson – albumkoordinátor
- Stig Anderson – vezető producer